# دانشگاه پورت سعید
دانشگاه پرت سعید (عربی: جامعة بورسعيد) یکی از دانشگاه‌های دولتی مصر است که این دانشگاه با تصمیم رئیس‌جمهور در تاریخ ۲۴ فوریه ۲۰۱۰ برای تبدیل شعبه‌ای از دانشگاه کانال سوئز در شهر پورت سعید به یک دانشگاه مستقل تأسیس شد. این دانشگاه دارای دوازده کالج شامل دانشکده‌های نظری و علمی است. دانشگاه پورت سعید، مانند بسیاری از دانشگاه‌های دیگر مصر، تحت نظارت شورای عالی دانشگاه‌ها است.

## تاریخچه
تأسیس اولین دانشکده‌های دانشگاه پورت سعید از سال ۱۹۷۵ شروع می‌شود. در این زمان دانشکده مهندسی در این سال در پورت سعید تأسیس شد، و به دنبال آن دانشگاه حلوان بود و بعد از تأسیس دانشگاه در سال ۱۹۷۶ به دانشگاه کانال سوئز انتقال یافت. بلافاصله دانشگاه کانال سوئز در پرت سعید با تأسیس تعداد بیشتری از دانشکده‌ها در شهر گسترش یافت تا به یک شاخ مستقل در سال ۱۹۹۸ تبدیل شود.

## کالج‌ها و مؤسسات
- دانشکده مهندسی
- دانشکده تجارت
- کالج تربیت بدنی
- کالج آموزش و پرورش
- دانشکده آموزش خاص
- کالج پرستاری
- کالج علوم
- کالج هنر
- کالج مهد کودک
- مؤسسه عالی مدیریت و کامپیوتر
- دانشکده پزشکی
- کالج داروسازی
- دانشکده حقوق
- مؤسسه عالی خدمات اجتماعی